# Boulsin (Tanghin-Dassouri)
Pour les articles homonymes, voir Boulsin.
Boulsin  est une localité située dans le département de Tanghin-Dassouri de la province du Kadiogo dans la région Centre au Burkina Faso.

## Géographie
La localité de Boulsin est située à 4 km au nord de Sané, à 15 km au nord de Tanghin-Dassouri, le chef-lieu du département, et à environ 30 km à l'ouest du centre de Ouagadougou. Le village est à 10 km au sud-ouest de la route nationale 2.
Boulsin regroupe administrativement les villages de Kari et Kiendpalogo pour une population totale de 2 833 habitants dénombrés lors du dernier recensement général de la population en 2006.

## Économie
Boulsin possède un important marché local tourné vers le commerce des villages de tout le secteur nord du département.

## Santé et éducation
Le centre de soins le plus proche de Boulsin est le centre de santé et de promotion sociale (CSPS) de Sané tandis que le centre médical (CM) se trouve à Tanghin-Dassouri et que les hôpitaux sont à Ouagadougou.
Le village possède une école primaire publique et un collège d'enseignement général (CEG).